# Cedars-Sinai Medical Center
Cedars-Sinai Medical Center er et stort, privat sygehus i Los Angeles i USA, med over 8.000 ansatte og 900 sengepladser. Cedars-Sinai er resultatet af en sammenslutning af to store sygehuse i Los Angeles i 1961: Cedars of Lebanon, grundlagt i 1902 som Kaspare-Cohn Hospital, og Mount Sinai Home for the Incurables, oprettet i 1918 som et hospice.
34°04′31″N 118°22′50″V / 34.075198°N 118.380676°V
Cedars-Sinai optræder i filmen Volcano og bogen Basket Case af Carl Hiassen.